# ペガサスの祈り
『ペガサスの祈り』 (Book of Dreams) は、アメリカのロックバンド、スティーヴ・ミラー・バンドによる10枚目のアルバム。

## 概要
アルバムは、1977年にキャピトル・レコード（北アメリカ）とマーキュリー・レコード（ヨーロッパ）からリリースされた。また、3枚のシングルも1977年にこのアルバムからリリースされ、最初のシングルとなった「ジェット・エアライナー」は、最も売れた。
このアルバムは、カナダのRPM誌のチャートを含む4カ国で最高順位がトップ10入りした。バンドの中でも最も売れたスタジオアルバムのうちの1つとなっている。

## 制作
『ペガサスの祈り』に収録されている曲は、『鷲の爪』制作時にカリフォルニア州サンフランシスコのCBSスタジオで録音され、同アルバムでリリースされなかった残りの素材であった。セッションは、グループのリーダーであり、1970年のアルバム『ナンバー5』からアルバムのプロデュースをしているスティーヴ・ミラーによって、本作もプロデュースされた。ジョン・パラディーノは、アルバムのエクスキューティヴ・プロデューサーであり、レコードエンジニアはマイク・フサロが担当した。このレコーディングは、後にジム・ゲインズによってミキシングが行われ、アシスタントはウィン・クッツ、マスタリングはケン・ペリーが担当した。
ペガサスの絵は、アルトン・ケリーとスタンリー・マウスによって描かれ、「ケリー・アンド・マウス」としてクレジットされている。アルバムのアートディレクターは、ロイ・コハラであり、このカバーイラストはアルバムのビニール盤にも使われている。

## 評価
Allmusicは、このアルバムに星4/5の格付けをし、「70年代クラシックロック期のハイライトでミラーの最も素晴らしい作品」と評している。スティーヴ・ミラー・バンドのコンピレーションアルバム『グレイテスト・ヒッツ』では、このアルバムから7曲が選曲されている。

## 収録曲
1. 飛翔 - Threshold
演奏時間：1:05、作曲：スティーヴ・ミラー、バイロン・オールレッド
2. ジェット・エアライナー - Jet Airliner
演奏時間：4:25、作曲：ポール・ペナ
3. 冬将軍 - Winter Time
演奏時間：3:10、作曲：スティーヴ・ミラー
4. スイングタウン - Swingtown
演奏時間：3:54、作曲：スティーヴ・ミラー、クリス・マッカーティ
5. イカシた恋 - True Fine Love
演奏時間：2:37、作曲：スティーヴ・ミラー
6. 星に希いを - Wish Upon a Star
演奏時間：3:39、作曲：スティーヴ・ミラー
7. ジャングル・ラヴ - Jungle Love
演奏時間：3:10、作曲：ロニー・ターナー、グレッグ・ダグラス
8. 憩い - Electro Lux Imbroglio
演奏時間：0:55、作曲：スティーヴ・ミラー
9. 孤独の旅 - Sacrifice
演奏時間：5:17、作曲：カーリー・コーク、レス・ドゥデク
10. 激しい愛 - The Stake
演奏時間：3:56、作曲：デヴィッド・デニー
11. 安らぎの海辺 - My Own Space
演奏時間：3:00、作曲：ジェイソン・クーパー、ボビー・ウィンケルマン
12. 森の散歩 - Babes in the Wood
演奏時間：2:40、作曲：スティーヴ・ミラー

## 担当
- スティーヴ・ミラー - ヴォーカル、ギター、シンセサイザー、シタール、プロデューサー
- デヴィッド・デニー - ギター
- グレッグ・ダグラス - スライドギター
- バイロン・オールレッド - ピアノ、シンセサイザー
- ロニー・ターナー - ベースギター
- ゲイリー・マラバー - ドラム、パーカッション

アディショナルメンバー
- ノートン・バッファロー - ハーモニカ (#3, #10)
- レス・デューデック - リードギター (#9)
- ケニー・ジョンソン - ドラム (#9)
- ヨアヒム・ヤング - ピアノ (#9)
- チャールズ・カラミス - ベース (#9)
- カーリー・コーク - アコースティックギター (#9)
- ボブ・グラアブ - ベース (#3)
- スティーヴン・ムーア - ドラム、バッキングヴォーカル (#3)
- ジョン・パラディーノ - エクスキューティヴ・プロデューサー
- マイク・フサロ - レコードエンジニア
- ジム・ゲインズ - ミキシング
- ウィン・クッツ - アシスタントミキサー
- ケン・ペリー - マスタリング
- ロイ・コハラ - アートダイレクション
- ケリー - イラストレーション
- スタンリー・マウス - イラストレーション

## チャートと認定
| チャート (1977)  | 最高順位 |
| ---------------- | -------- |
| カナダ           | 1        |
| オランダ         | 4        |
| ニュージーランド | 5        |
| スウェーデン     | 11       |
| イギリス         | 12       |
| US Billboard 200 | 2        |

| 国       | 団体 | 認定              |
| -------- | ---- | ----------------- |
| アメリカ | RIAA | 3x マルチプラチナ |
| イギリス | BPI  | シルバー          |